# Kazimierz Raszewski
Kazimierz Raszewski, poljski general, * 29. februar 1864, † 14. januar 1941.